# Elisabeth Wæver
Elisabeth Wæver (født 20. august 1954 i Haderslev) er en dansk tidligere læge, brandstifter og drabskvinde, dømt for ildspåsættelse og mord på en kvinde og hendes to børn.

## Mordsag
Elisabeth Wæver havde haft en længerevarende affære med en gift mand, men han ville ikke lade sig skille fra sin kone og havde derfor afbrudt forholdet til Elisabeth Wæver. Hun tog derfor den 27. august 1995 om aftenen under falsk navn et fly til Bornholm for at dræbe elskerens familie, der var bosiddende i Rønne, så hun kunne få ham tilbage. Først dræbte hun hans kone med en morfinindsprøjtning, som hun havde stjålet fra Rigshospitalet, hvor hun arbejdede. Hun havde blokeret husets udgange og antændte tre forskellige steder huset, som brændte ned til grunden. Den yngste søn på 4 år brændte inde og døde på stedet, mens den ældste søn på 7 år fik reddet sig ud. Han blev dog slemt forbrændt og døde en måned senere efter de kvæstelser, han pådrog sig under branden. Efter mordene tog Elisabeth Wæver tilbage til København, hvor hun gik til frisøren og fik klippet de brændte hårspidser af.
Samme dag blev hun anholdt. Hun fastholdt gennem hele den efterfølgende retssag sin uskyld i branden, men erkendte at have befundet sig på gerningsstedet. 25. oktober 1996 blev hun af et nævningeting ved Østre Landsret idømt lovens strengeste straf – livsvarigt fængsel, selv om der ikke var beviser, men udelukkende en række indicier.
Senere stadfæstede Højesteret dommen. Elisabeth Wævers advokat Bjørn Elmquist prøvede at få Den Europæiske Menneskerettighedsdomstol i Strasbourg til at optage sagen, men dette blev afvist i april 2003. Elisabeth Wæver var den første danske kvinde siden 2. verdenskrig, der blev idømt en livstidsdom.
Hun afsonede i Anstalten ved Herstedvester, hvor hun under afsoningen blev gift med Peter Jensen, der afsonede otte år for dødbringende vold mod et treårigt barn.
Wæver blev efter et udslusningsforløb løsladt i 2010. Ifølge JydskeVestkysten har hun skiftet efternavn og bor pr.  2012 i Sønderjylland.
Et afsnit af DR-dramaserien Rejseholdet samt afsnit 2 af TV2-dokumentarserien De 7 drab omhandler mordsagen. Forfatteren Robert Zola Christensen udgav i 2022 bogen Dødslægen - branden på Bornholm 1995 om sagen.